# Åke Milles
Åke Stigsson Milles, född 18 februari 1914 i Engelbrekts församling i Stockholm, död 21 april 1984 i Saltsjöbadens församling i Stockholms län, var en svensk lärare och författare.
Åke Milles var son till direktören Stig Milles och Evy Björkman. Fadern var bror till Ruth, Carl och Evert Milles. Efter studentexamen 1933 och akademiska studier tog han en fil. kand. i Stockholm 1938, avlade folkskollärarexamen 1941 samt tog en fil. mag. 1952. Han blev folkskollärare i Vaxholm 1943, var skolpsykolog i Nacka skoldistrikt 1951–1955 samt adjunkt vid enhetsskolan där från 1957. Åke Milles gav ut flera böcker: Sjöpelle (1952), Tåget går (1953), Titta vi flyger (1954), Svirr kommer till stan (1955) och Flykten utan mål (1981) men medverkade också i läseböcker.
Han gifte sig 1942 med Ingvor Person (1918–2010) och makarna fick barnen Marianne (född 1944, svärmor till Karin Milles) och Staffan (född 1950). Hustrun Ingvor Milles illustrerade flera av ovannämnda böcker. Paret Milles är begravda på Lidingö kyrkogård.